# Acanthosaura brachypoda
Acanthosaura brachypoda là một loài thằn lằn trong họ Agamidae. Loài này được Ananjeva, Nguyen & Ryabov mô tả khoa học đầu tiên năm 2011.